# Alberto Erede
Alberto Erede (Genova, 8 novembre 1908 – Monte Carlo, 12 aprile 2001) è stato un direttore d'orchestra italiano.

## Biografia
Nato a Genova nel 1908, iniziò a studiare con Felix Weingartner a Basilea, e successivamente con Fritz Busch a Dresda.
Nel 1930 debuttò conducendo l'Accademia di Santa Cecilia a Roma. Nel 1934 condusse l'apertura della stagione del Glyndebourne Festival Opera, che poi diresse sino al 1939. Per Glyndebourne nel 1938 diresse Le nozze di Figaro e Don Giovanni e nel 1955 Il barbiere di Siviglia con Sesto Bruscantini e la Royal Philharmonic Orchestra al Kings Theatre di Edimburgo.
Nel 1935 diresse le riprese nel Teatro Regio di Torino di L'oro del Reno con Italo Tajo, di La valchiria e di Sigfrido.
Nel 1939 debuttò negli Stati Uniti conducendo la Toscanini, NBC Symphony Orchestra. Rientrato in Italia, durante la seconda guerra mondiale diresse spettacoli sinfonici e operistici. Nel 1941 condusse la prima rappresentazione nel Teatro delle Arti di Roma di Renard di Stravinsky.
Al Teatro La Fenice di Venezia nel 1949 diresse L'incoronazione di Poppea con Boris Christoff, nel 1954 un concerto e nel 1956 un concerto con Bruno Giuranna.
Nel novembre 1950 debuttò al Metropolitan Opera House di New York dirigendo La traviata con Ferruccio Tagliavini, in dicembre Il barbiere di Siviglia di Rossini con Lily Pons, Giuseppe Di Stefano e Cesare Siepi e Il trovatore con Leonard Warren e Fedora Barbieri, nel 1951 Cavalleria rusticana con Richard Tucker, Pagliacci, Madama Butterfly con Victoria de los Ángeles, Rigoletto e La bohème, nel 1952 Gianni Schicchi con Roberta Peters, Così fan tutte, Alceste di Gluck con Kirsten Flagstad e Don Carlo con Tucker, Robert Merrill e la Barbieri e nel 1954 The Rake's Progress.
Al Wiener Staatsoper debuttò nel 1952 con Tosca, poi Turandot ed Aida, nel 1958 Rigoletto con Di Stefano ed Ettore Bastianini, Don Carlo con Giulietta Simionato, La traviata e Salomè, nel 1959 Il flauto magico, La Cenerentola con Walter Berry e Christa Ludwig e Un ballo in maschera, nel 1960 Madama Butterfly con Gundula Janowitz, nel 1961 Andrea Chénier, Otello, La forza del destino con Antonietta Stella e Giuseppe Taddei, Le nozze di Figaro e La bohème, nel 1962 Così fan tutte con Graziella Sciutti, Cavalleria rusticana e Pagliacci, nel 1963 Il ratto dal serraglio ed Il trovatore con Franco Corelli ed Ivo Vinco, nel 1974 Luisa Miller con Bonaldo Giaiotti, nel 1978 Il barbiere di Siviglia e nel 1981 L'elisir d'amore. Il maestro diresse in 73 rappresentazioni viennesi.
Al Royal Opera House, Covent Garden di Londra diresse nel 1953 Il trovatore con Maria Callas e la Simionato, nel 1960 Aida con Gabriella Tucci e nel 1962 La traviata con Joan Sutherland.
Al Grand Théâtre di Ginevra nel 1963 diresse Tristano e Isotta con Wolfgang Windgassen e Anja Silja e nel 1975 Manon Lescaut.
Ancora a Edimburgo, nel 1963 diresse Don Pasquale con Fernando Corena, Renato Capecchi ed Alfredo Kraus e Luisa Miller con Piero Cappuccilli nelle trasferte del Teatro San Carlo di Napoli, nel 1965 Le pescatrici di Franz Joseph Haydn, nel 1969 Rigoletto nella trasferta del Teatro Comunale di Firenze con Renata Scotto, nel 1972 Otello con Kiri Te Kanawa e La rappresentatione di Anima e di Corpo di Emilio de' Cavalieri per la Deutsche Oper am Rhein di Düsseldorf e nel 1976 Die Drei Pintos di Carl Maria von Weber.
Nel 1963 diresse la prima rappresentazione nel Teatro del Maggio Fiorentino di I puritani con Kraus e Bruscantini, la ripresa nel Teatro Comunale di Bologna di Luisa Miller con Cappuccilli e la ripresa nel Teatro San Carlo di Napoli di Don Pasquale con Kraus, Capecchi e Corena.
Nel 1965 diresse Manon di Massenet al Teatro dell'Opera di Roma con Anna Moffo e Di Stefano e Un ballo in maschera con Adriana Lazzarini.
Al Bayreuther Festspiele nel 1968 dirige Lohengrin con Heather Harper.
Nel 1971 diresse la ripresa nel Teatro Regio di Parma di Il trovatore con Tucker e Renato Bruson.
Ancora per il Metropolitan, nel 1974 diesse Turandot con Corelli e Tosca con Corena. Il maestro diresse in 281 rappresentazioni per il Metropolitan fino al 1975.

## Carriera musicale
- 1945-1946 - Direttore d'Orchestra della RAI di Torino;
- 1946 - Direttore musicale della New London Opera Company al "Cambridge Theatre", dove resterà per 2 stagioni;
- 1950-1955 - Conduttore al Metropolitan Opera;
- 1958 - Direttore musicale generale della Deutsche Opera am Rhein (1° italiano ad ottenere questo incarico);
- 1950-1960 - ospite più volte del Covent Garden e del Festival di Edimburgo;
- 1961 - Direttore della Orchestra Sinfonica di Göteborg;
- 1968 - Direttore del "Lohengrin" di Wagner a Bayreuth (3° direttore italiano di questo Festival, dopo Toscanini e de Sabata);
- 1988 - Direttore all'Opera di Roma.

Ha diretto nei principali teatri del mondo, con una notevole attività concertistica soprattutto in Inghilterra, Austria, Germania e Italia.

## Curiosità
In relazione con Arturo Toscanini, i rapporti con questi si raffreddarono quando Erede decise di divorziare, essendo Toscanini completamente a favore della indissolubilità del matrimonio.

## Vita personale
Uno dei figli di Alberto, Marco, intraprese per alcuni anni la carriera di direttore d'orchestra, interrotta causa l'emergere di un raro problema all'udito.

## Discografia parziale
- Mascagni, Cavalleria rusticana - Erede, Tebaldi, Bjoerling, Bastianini, 1957 RCA (dal 1970 ristampa Decca)
- Rossini, Barbiere di Siviglia (sel.) - Erede/Simionato/Bastianini, 1956 Decca
- Verdi, Aida - Erede, Tebaldi, Del Monaco, Stignani, 1952
- Puccini, La Boheme - Erede, Tebaldi, Prandelli, Inghilleri, 1951